# Foncteur exact
En mathématiques, un foncteur exact est un foncteur qui commute aux limites inductives et projectives. De manière équivalente, c'est un foncteur qui préserve les suites exactes de catégories abéliennes et c'est de cela que vient la dénomination. Des foncteurs de ce type apparaissent naturellement en homologie et d'une manière générale en théorie des catégories, où leurs propriétés permettent des calculs élégants. Le « défaut d'exactitude » est mesuré par les foncteurs dérivés, par exemple les foncteurs Tor et Ext. L'exemple le plus important de foncteur exact est le foncteur Hom.

## Foncteur exact entre catégories abéliennes
Soit F : P → Q un foncteur covariant additif (de) de catégories abéliennes.
On dit que F est :
- demi-exact si pour toute suite exacte courte 0 → A → B → C → 0 d'objets de P, la suite F(A) → F(B) → F(C) est exacte ;
- exact à gauche si même la suite 0 → F(A) → F(B) → F(C) est exacte ;
- exact à droite si même la suite F(A) → F(B) → F(C) → 0 est exacte ;
- exact s'il est exact à gauche et à droite.

On démontre alors que :
- F est exact à gauche (si et) seulement si pour toute suite exacte 0 → A → B → C, la suite 0 → F(A) → F(B) → F(C) est exacte ;
- F est exact à droite (si et) seulement si pour toute suite exacte A → B → C → 0, la suite F(A) → F(B) → F(C) → 0 est exacte ;
- F est exact (si et) seulement si pour toute suite exacte A → B → C, la suite F(A) → F(B) → F(C) est exacte.

Un foncteur contravariant additif G : P → Q est dit demi-exact (resp. exact à gauche, exact à droite, exact) si le foncteur covariant associé F : Pop → Q l'est.

## Référence
(en) Saunders Mac Lane, Categories for the Working Mathematician [détail de l’édition]